# Voix d'Israël
 (décembre 2012).
La Reqa (en hébreu : רשת קליטת עלייה Reshet Qlitat Aliya ou רק"ע Reqa) est le service international de diffusion de la Kol Israel. Elle produit des émissions de radio diffusées par internet et satellite.
Elle produit des programmes à destination du monde entier. Elle est aussi le principal lien entre Israël et la diaspora juive. Durant la guerre froide, elle fut la seule source d'information pour les juifs vivant dans les pays du bloc communiste ou au sein du monde arabe.
Elle produit des émissions en 14 langues : anglais, français, russe, bukharan, géorgien, juhuri, yiddish, ladino, espagnol, roumain, hongrois, persan, amharique et hébreu.
Elle diffuse aussi des documentaires sur le judaïsme, l'histoire d'Israël, la culture de ce pays et des discussions sur l'immigration.
La diffusion des émissions sur ondes courtes s'est terminée à la fin de mars 2008.